# 사막혹멧돼지
사막혹멧돼지(desert warthog, Phacochoerus aethiopicus)는 멧돼지과에 속하는 우제류의 일종이다. 케냐 북부 지역과 소말리아에서 발견되며, 지부티와 에리트레아 그리고 에티오피아에서 서식하는 것으로 추정하고 있다. 현존하는 종의 분포 지역은 흔히 소말리아사막혹멧돼지(P. a. delamerei)로 알려져 있는 아종의 분포 지역이다. 다른 아종으로 케이프사막혹멧돼지(P. a. aethiopicus)가 있지만 1865년 경에 멸종했으며, 남아프리카공화국에서 서식했다.

## 아종
- † 케이프사막혹멧돼지 (Phacochoerus aethiopicus aethiopicus) (Pallas, 1766)
- 소말리아사막혹멧돼지 (Phacochoerus aethiopicus delamerei) Lönnberg, 1909

## 참고 자료
- d'Huart, J.P. & Grubb, P. (2005). A photographic guide to the differences between the Common Warthog (Phacochoerus africanus) and the Desert Warthog (P. aethiopicus)[깨진 링크(과거 내용 찾기)], Suiform Soundings 5(2): 4-8.